# Gustaf Hamilton (jurist)

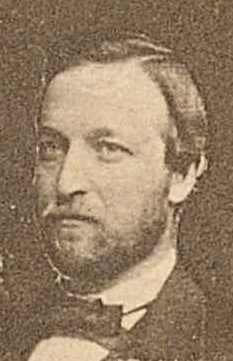
Gustaf Hamilton ur ett fotocollage från 1868.

Gustaf Axel Knut Hamilton, född den 29 november 1831 på Hönsäter i Skaraborgs län, död den 14 april 1913 i Djursholm, var en svensk greve och universitetslärare.

## Biografi
Gustaf Hamilton tillhörde den grevliga ätten Hamilton med nummer 86 på svenska Riddarhuset. Han var son till godsägaren och vice häradshövdingen Hugo David Hamilton. Hamilton blev 1848 student vid Uppsala universitet, 1855 juris utriusque kandidat, 1858 docent i juridik och nationalekonomi i Uppsala, 1859 adjunkt i nationalekonomi, folkrätt samt svensk stats- och specialrätt där, 1862 professor i administrativrätt och nationalekonomi vid Lunds universitet (från och med 1900 omfattade professuren endast ämnet speciell privaträtt). År 1903 erhöll han avsked.
År 1868 kreerades Hamilton till juris hedersdoktor vid Lunds universitet. Han var ledamot av kommittén för universitetsstatuternas revision (1874) och deltog som kommitterad i utarbetandet av förslag till ny växellagstiftning för de tre nordiska rikena (1877). 1866–1870 redigerade han Nordisk tidskrift för politik, ekonomi och litteratur, och utgav bland annat Om politiska ekonomiens utveckling och begrepp (1858), Om ägofrid efter svensk lag (1859), Om penningar och kredit (1861), Om arbetsklassen och arbetareföreningar (1865) och Öfversigt af statsinkomsternas olika slag (1873).
Gustaf Hamilton är begravd på Djursholms begravningsplats.

### Familj
Hamilton gifte sig 1 augusti 1858 med Hedvig Maria Stiernstedt (1834–1914), dotter av kaptenen Johan Vilhelm Stiernstedt och Sofia Christina Uggla. De fick tillsammans barnen kommendören Wilhelm Hamilton (1859–1919), Gustaf David Hamilton (1861–1861), Gustaf Malkolm Hamilton (1862–1868), generalmajoren Carl Hamilton (1865–1926), Eva Christina Hedvig Hamilton (1867–1869), konstnären Hedvig Hamilton (1870–1949), kontorschefen Malkolm Björn Hamilton (1872–1918), häradshövdingen Hugo Hamilton (1874–1952) och Elin Beatrice Hamilton som var gift med Gustaf Sigurd Wickbom.
Gustaf Hamilton var brorson till ämbetsmannen och memoarförfattaren Gustaf Wathier Hamilton, bror till Malcolm Hamilton och farbror till Hugo Hamilton.